# Шагинян Георгій Петрович
Георгій Петрович Шагинян (нар. 2 вересня 1935 — пом. 1994) — радянський футболіст, півзахисник.

## Життєпис
Виступав за команди «Хімік» Дніпродзержинськ (1957-1959, клас «Б») і «Спартак» / «Арарат» Єреван (1960-1963, клас «А»). У чемпіонаті СРСР провів 74 матчі, забив сім голів.
Півфіналіст кубку СРСР 1962 року.